# Robert Maxwell, 4. Lord Maxwell
Robert Maxwell, 4. Lord Maxwell (* 1493; † 9. Juli 1546 in Logan bei Dumfries), war ein schottischer Adeliger.

## Leben
Er war der älteste Sohn des John Maxwell, 3. Lord Maxwell aus dessen Ehe mit Agnes Stewart, einer Tochter des Alexander Stewart of Garlies. Spätestens 1510 wurde er zum Ritter geschlagen. Beim Tod seines Vaters in der Schlacht von Flodden Field am 9. September 1513 erbte er dessen Adelstitel als 4. Lord Maxwell.
Auch wenn er an der Schlacht, in der sein Vater fiel, nicht teilnahm (“was admiral of a fleet passing to France … the tyme of Flodden field and being driven back by tempest arryved the 2d day after the battel.”), war er als adeliger Politiker und Mann des Militärs erfolgreich. In den Jahren zwischen 1513 und 1534 wurde er mit folgenden Posten, Titeln und Ehrungen bedacht: Hüter von Threave Castle und Lochmaben Castle, Steward of Kirkcudbright, „Warden of the West Marches“, Provost of Edinburgh (dreimal), Captain of the King’s Guard, Master of the Royal Household, Chief Carver to the King, Extraordinary Lord of Session.
In den Jahren 1536 und 1537 war er Regent von Schottland während der Abwesenheit von König Jakob V., in 1538 wurde er zum Großadmiral der Flotte ernannt, die Marie de Guise als zweite Frau des Königs nach Schottland geleitete. Am 6. Juni 1540 wurden per königlichem Dekret die Baronien Maxwell, Caerlaverock, Mearns u. a. zu einer einzigen Baronie Maxwell zusammengefasst. In dieser Zeit wurde er auch als „Bailie“ (ziviler Verwalter) verschiedener Abteien in den Bereichen Scottish Borders und Galloway geführt.
Die letzten Jahre seines Lebens verliefen weniger erfolgreich. Er begann eine Fehde mit Mitgliedern des Clan Johnstone, die erst 50 Jahre später ein Ende finden sollte. In der Schlacht von Solway Moss am 24. November 1542 wurde er von englischen Truppen gefangen genommen und nur unter der Auflage, die Interessen von König Heinrich VIII. in Schottland zu vertreten, wieder freigelassen.
1543 beantragte er im schottischen Parlament ein Gesetz, das die Abhaltung von Gottesdiensten in der Volkssprache statt auf Latein erlauben sollte, und wurde dafür von seinen katholischen Widersachern kurzzeitig in Edinburgh Castle inhaftiert. 1544 geriet er wieder in englische Gefangenschaft, aus der er erst im Oktober 1545 freigelassen wurde, nachdem er Caerlaverock Castle an englische Truppen übergeben hatte. Für diese Feigheit entschuldigte er sich am 18. November 1545 förmlich bei der Königin, in deren Namen er am 12. Januar 1546 rehabilitiert wurde.
Er war zweimal verheiratet. Die erste Ehe wurde um den 4. Juli 1509 mit Janet Douglas, einer Tochter von William Douglas, 6. Laird of Drumlanrig, geschlossen; aus dieser Ehe stammten seine beiden Söhne Robert, der spätere 5. Lord Maxwell, und John, iure uxoris 4. Lord Herries of Terregles, sowie eine Tochter, Margaret, die Archibald Douglas, 6. Earl of Angus heiratete. Die zweite Ehe, zwischen 1520 und dem 15. November 1525 mit Agnes Stewart, einer Tochter von James Stewart, 1. Earl of Buchan geschlossen, blieb kinderlos.